# Autolatina
Autolatina fue una sociedad constituida por las empresas automotrices Ford y Volkswagen en Argentina y Brasil que existió entre 1987 y 1995. La misma se encargó de producir durante ese tiempo modelos de ambas marcas, y fue constituida siguiendo el ejemplo brindado por SEVEL en 1980 al fusionar a Fiat y Peugeot.
El motivo principal de la creación de esta empresa conjunta, se dio a causa de las crisis que venían arrastrando Ford en Brasil y Volkswagen en Argentina. Como producto de esta unión, varios modelos de ambas marcas surgieron con elementos compartidos como ser motor o chasis, siendo uno de sus ejemplos más sobresalientes el Ford Escort con motor de Volkswagen, similares a los utilizados por los Volkswagen Voyage, y los vehículos híbridos entre ambas marcas como el Ford Versailles o el Volkswagen Pointer.
Esta unión terminaría disolviéndose en el año 1995 con el retome de las acciones por parte de Ford y Volkswagen de sus respectivas filiales tanto en Argentina como en Brasil.

## Historia
El 1 de julio de 1987 se produce la fusión de las Empresas automotrices Ford y Volkswagen en Brasil, dando origen a Autolatina, siendo el 51% propiedad de Volkswagen y el 49% de Ford.
Autolatina fue propietaria de todas las compañías automotrices y crediticias de Volkswagen y Ford en Brasil. Controló las operaciones de esas compañías y también las operaciones de Autolatina Argentina S.A. y por lo tanto, pasó a ser propietaria de las subsidiarias de Ford y Volkswagen en Argentina.
Autolatina en Argentina se concentró en las plantas de General Pacheco, Córdoba y Villa Constitución. Mientras tanto las plantas de San Justo y Monte Chingolo fueron cerradas. En 1995, la Empresa conjunta de Autolatina se disolvió, retomando las respectivas Compañías sus actividades por separado. La planta de montaje, pintura de camiones y la subsidiaria Transax se transfieren a Volkswagen.

## Producción
Tanto en Argentina como en Brasil, Autolatina operó desde 1987 en la producción de vehículos de la marca Ford y Volkswagen. Algunos modelos fueron fabricados en conjunto entre ambos países, mientras que otros modelos solo fueron destinados a la producción local. A continuación, detallaremos los vehículos fabricados, identificándolos por su lugar de origen de la siguiente forma:
- : Vehículos fabricados y vendidos en Argentina.
- : Vehículos fabricados y vendidos en Brasil.
- : Vehículos producidos en Brasil y Argentina.

Ford
- Ford Escort (1987-1994)
- Ford Falcon (1987-1991)
- Ford Pampa (1987-1994)
- Ford Ranchero (1987-1991)
- Ford Del Rey (1987-1991)
- Ford Sierra (1987-1993)
- Ford Verona (1989-1994)
- Ford Orion (1994-1995)
- Ford Galaxy/Royale/Versailles (1992-1994)
- Ford Belina (1987-1991)

Volkswagen
- Volkswagen-VW 1500 (1987-1990)
- Volkswagen Gacel/Senda/Voyage (1987-1994)
- Volkswagen Gol (1987-1994)
- Volkswagen Parati (1987-1994)
- Volkswagen Saveiro (1987- 1994)
- Volkswagen Apollo (1990-1992)
- Volkswagen Santana (1987-1995)
- Volkswagen Carat (1987-1991)
- Volkswagen Quantum (1987-1994)
- Volkswagen Logus (1993-1994)
- Volkswagen Pointer (1994-1995)
- Volkswagen Kombi (1987-1994)

## Compañías similares
- CIADEA S.A.
- General Motors de Argentina
- Sevel Argentina